# Jūdan
Judan (十段) (que puede traducirse como "10 dan") es una competición de go de Japón. Es uno de los siete grandes títulos profesionales.

## Biografía
Judan es una competición de go japonesa de la Nihon Ki-In y la Kansai Ki-In. Fue iniciada por el periódico Sankei Shimbun en 1962. El ganador obtiene ¥14.500.000. El formato es similar a otros grandes títulos en Japón. Hay un torneo preliminar que decide el desafiador. Aunque hay diferencias en este torneo preliminar. En vez de una eliminatoria simple hay una doble eliminatoria. Hay una sección de perdedores donde si un jugador pierde una eliminatoria va a esta sección. El ganador de la sección de perdedores juega contra el ganador de la sección de ganadores. De este enfrentamiento sale el jugador que se enfrentará al poseedor del título al mejor de cinco partidas.
Al igual que en otros títulos en Japón, los jugadores pueden ser promovidos a categorías mayores al conseguir algunos objetivos. En esta competición si un jugador gana la eliminatoria de desafío promociona a 7 dan. Ganando el título promociona a 8 dan. Si defiende el título otro año más promociona a 9 dan.